# Station Saint-Féliu-d'Avall
Station Saint-Féliu-d'Avall is een spoorwegstation in de Franse gemeente Saint-Féliu-d'Avall. Het wordt bediend door treinen van de TER Occitanie.